# Scholastic Corporation
Scholastic (o Scholastic Inc.) es una empresa editora de libros estadounidense conocida por publicar materiales educativos para escuelas, profesores, y padres, los cuales vende y distribuye por correo electrónico y durante ferias de libro. También es conocida por tener los derechos de publicación de las novelas de Harry Potter en Estados Unidos y la trilogía Los Juegos del Hambre. Scholastic Inc. es también la editorial de libros infantiles más grande del mundo.
En la década de 1970, Scholastic era conocida principalmente por su Scholastic Book Clubs, un servicio de pedidos por correo que se ocupaba de libros infantiles, y por sus revistas dirigida a jóvenes: Wow (para estudiantes de preescolar y primaria), Dynamite (para preadolescentes) y Bananas (para adolescentes).
Scholastic ha hecho crecer su negocio recientemente por adquirir otras empresas, incluyendo a Klütz, la compañía de producción televisiva animada Soup2Nuts, y la editorial Grolier, la cual publica la Enciclopedia Multimedia Grolier y The New Book of Knowledge.